# The Restless Spirit
The Restless Spirit er en amerikansk stumfilm fra 1913 af Allan Dwan.

## Medvirkende
- J. Warren Kerrigan
- Pauline Bush
- Jessalyn Van Trump
- William Worthington
- George Periolat